# H&K MP5に関連する作品の一覧

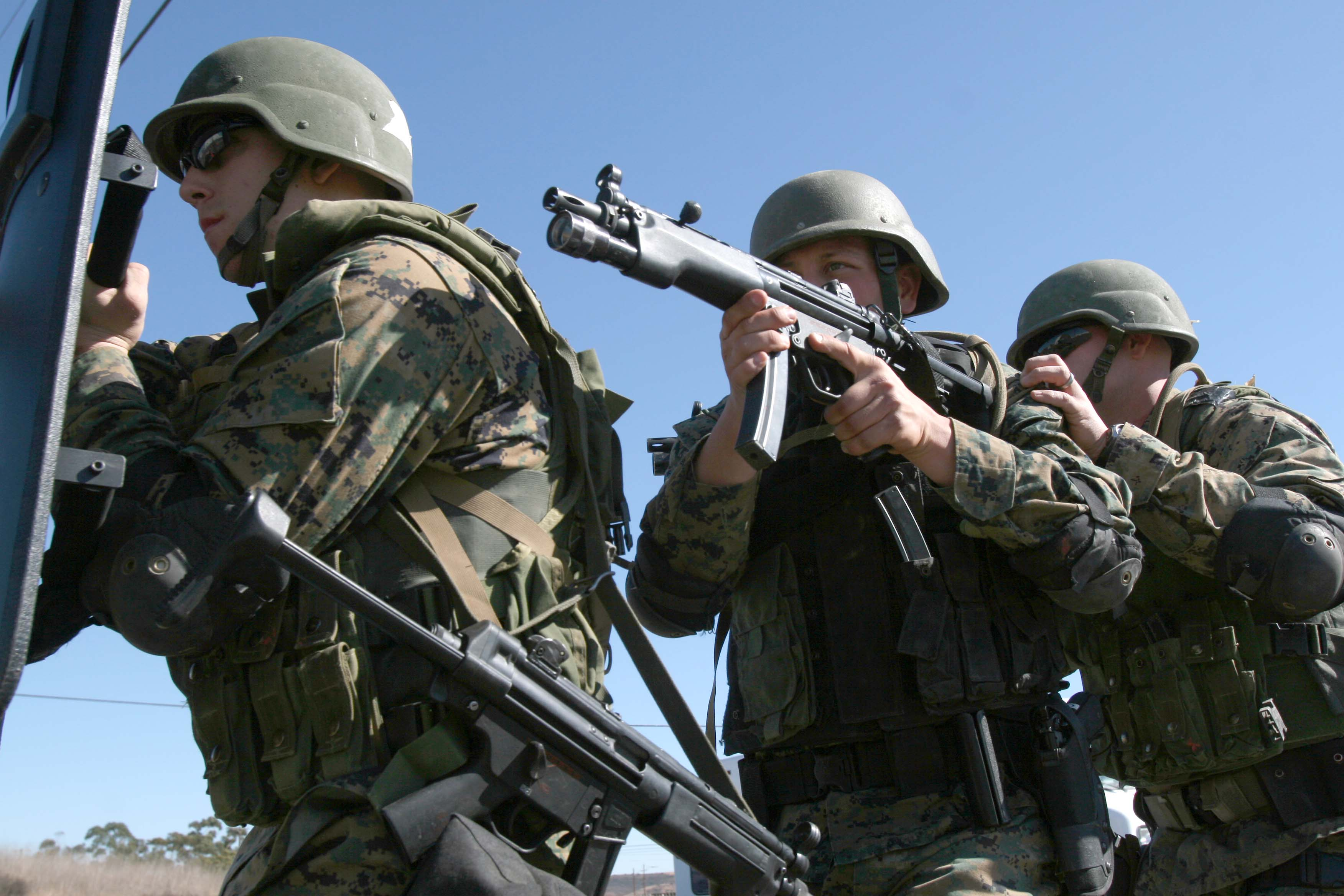
MP5A5を構えるアメリカ海兵隊員

H&K MP5に関連する作品の一覧（H&K MP5にかんれんするさくひんのいちらん）は、ドイツのH&K（ヘッケラー&コッホ）社が開発したサブマシンガン、H&K MP5に関連する作品の一覧である。
MP5は、現実世界では法執行機関所属のGSG-9・SWAT・SATや軍所属のSAS・デルタフォース・Navy SEALsなどのカウンターテロリズム系特殊部隊を中心として使用されている定番装備であるため、数多くの作品で登場している。
現在では完全なMP5が撮影用に手に入り使用できるが、1990年代以前の映画などで使用されたプロップガンは民間用のHK94を改造してMP5を再現したものであった。また、フルオート射撃ができるモデルはトリガーグループとレシーバーを改造しなければならず、主にG3のトリガーグループを組み込んだHK94やSP89の改造品が使用された。

## 映画
『007シリーズ』
『ネバーセイ・ネバーアゲイン』
終盤の銃撃戦で、スペクターNo.1のラルゴが率いる戦闘員が使用。いずれもストレートマガジンを装着している。
『007 リビング・デイライツ』
アバンタイトルのジブラルタルでのNATOの演習にて、主人公のジェームズ・ボンドを含む00課の工作員3名が潜入を図るレーダー基地の警備を担当するSAS隊員がA3を装備。演習なので実弾ではなくピンクのペイント弾を装填しており、002に2発命中弾を与えて死亡による終了判定を下すほか、密かに潜入して004を狙っていた暗殺者を間違えて撃ち、直後に暗殺者から実弾を撃たれて殺された。その後、004を殺してからランドローバーを奪って逃走を図る暗殺者に気付いたボンドがこれを追う中、事情を理解していない隊員がペイント弾でボンドを撃ち、さらに別の隊員がランドローバーのフロントガラスに正面からペイント弾を撃ち込むが、暗殺者がその隊員を跳ね飛ばした直後、ようやく異常事態に気付いた別の隊員がとっさに実弾を発砲し、ランドローバーに積まれていた弾薬や爆薬が入った木箱に命中して発火させる。映画でのMP5はフルオートで乱射されるシーンが大半を占めるが、本作ではペイント弾を撃つのはセミオートでの単発射撃で、フルオートで撃ったのは実弾射撃のみとなっている。
『007 トゥモロー・ネバー・ダイ』
ジェームズ・ボンドとともに敵のステルス艦に潜入した中国の情報部員ウェイ・リンが、残弾数が少なくなったMP5を単発にしてパイプを狙い撃ち、蒸気を噴出させて敵を倒すシーンがある。本作でも先述の『リビング・デイライツ』と同様に単発の射撃が描れている。
なお、この作品は、ボンドの愛用銃がワルサーPPKからワルサーP99に変わったことでも知られる。
『20世紀少年』
第1章『終わりの始まり』に登場。ケンヂらの潜伏した地下鉄に突入したSAT隊員がタクティカルライト付きのA5を装備。しかしケンヂらが全員脱出していたため、発砲されることは無かった。その後"ともだち"によって巨大ロボットが出現した際も、緊急出動したSAT隊員が装備しており、89式小銃で武装した自衛隊普通科部隊とともに巨大ロボットに向けて銃口を向ける。しかし直後に噴霧された細菌兵器により隊員が発砲前に全滅したため、こちらでも発砲はしていない。
最終章『ぼくらの旗』では、本銃をベースに装飾したものが地球防衛軍のレーザー銃として登場する。本作でも発砲はしていない。
『BROTHER』
白人マフィアおよびビートたけし演じる主人公がラストシーンでマフィアに銃殺される際に使用。
『RED/レッド』
ヴィクトリアがMP5Kをシークレットサービスに対して使用。SWATがタクティカルライトとフォアグリップを装着したA5を使用。
『アイアンマン2』
モナコ警察の警官隊がA4を装備。
『亜人』
SAT隊員がMP5Fを使用する。不死身の佐藤を至近距離からの単発射撃により射殺し続けることで拘束を試みるが、敵狙撃手の妨害によって佐藤の復活を許してしまい、混戦に持ち込まれたことで部隊は壊滅する。なお作中には佐藤が隊員の銃から抜き取った本銃のマガジンをヘルメットの防弾バイザーへ突き刺すという非現実的描写が存在する。
『アンフェア the movie』
病院に突入するSATが使用。
『今そこにある危機』
特殊部隊員ドミンゴ・シャベスがA5にサプレッサーを装着して使用。また、終盤ではカリ・カルテルの参謀フェリックス・コルテスがMP5Kを部下から借用して使用。
『エアフォース・ワン』
ロシア人テロリストが機内のシークレットサービス用武器庫から強奪して使用。また、最初のカザフスタン大統領宮殿強襲シーンでは、アメリカとロシアの共同作戦で投入された特殊部隊の隊員がSD6とMP5Kを使用。
『エクスペンダブルズ ニューブラッド』
ジーナがMP5Kを使用。
『エグゼクティブ・デシジョン』
グリーン・ベレー隊員ラットがSD6を使用し、その他の隊員はA5にサプレッサーを装着して使用。隊長のオースティン・トラビスはMP5K PDWにサプレッサーを装着している。
『エスケープ・フロム・L.A.』
終盤でスネーク・プリスキンとハーシー率いる仲間がMP5Kを使用。
『エンド・オブ・デイズ』
主人公、ジェリコ・ケインが劇中後半で、サタンと彼を崇拝する悪魔崇拝者からクリスティーン・ヨークを救出するに際し、勤務先の民間警備会社「ストライカー・セキュリティー」から持ち出した銃がA3。マズルポートを装備したカスタムバレルで、M203を装着しており、サタンに傷を負わせるほか、悪魔崇拝者複数を射殺する。このほか、ストライカー・セキュリティーの武器庫にはMP5Kが収められており、ニューヨーク市警察のSWAT隊員もA3を装備している。
『エンド・オブ・ホワイトハウス』
ホワイトハウスを占拠した北朝鮮準軍事組織KUFがタクティカルライトとACOG付きのA3を使用し主人公マイク・バニングもグロック17と共に鹵獲して狙撃に使用する。
『エンド・オブ・キングダム』
ロンドン警視庁の警官に変装したテロリストがA3を使用。また終盤ではアッシャー大統領がMP5Kを使用した。
『エンド・オブ・ステイツ』
序盤で大統領の釣りの護衛に同行した特別捜査官がドローン襲撃時にMP5A3を使用。
『踊る大捜査線』
『踊る大捜査線 THE MOVIE 2 レインボーブリッジを封鎖せよ!』および『交渉人 真下正義』においてSAT隊員が所持する。『交渉人』においては爆弾の起爆キー（携帯電話）がセットされた試験車両を停止させるために隊員たちがフルオートで一斉射撃する。
『ゴジラシリーズ』
『GODZILLA』
フィリップらフランス対外治安総局の隊員が使用。
『GODZILLA ゴジラ』
ホノルルSWAT隊員がACOGとフォアグリップを装着したA3を使用する。
『コマンドー』
アリアス私兵が港の戦闘でHK94を使用。その後の敵アジトでの戦闘時にもアリアス私兵がHK94A3を使用。
『ゴリラ』
主人公のマーク・カミンスキーが終盤、マフィアの採掘場とアジトを急襲する際に持ち出した武器の1つとしてHK94が登場。主力火器として使用する。フォアグリップが装着されている。
『ザ・ロック』
Navy SEALsの隊員達がA3を使用。主人公の1人のメイソンもシェパードのA3を借用して使用する。またSEALsの中にはMP5K PDWとSP89を使用している隊員もいる。
『シティーハンター (2024年の映画)』
　獠が終盤にてローレ本社に捕らわれたくるみを救出する際にMP5Kを使用。ノーベルアームズ製ドットサイトが装着されている。
『ジュラシック・ワールド』
インジェン社のセキュリティ部門（ACU）のエージェントがMP5K PDWを使用する。
『シュリ』
韓国警察特殊部隊が文化センターで第8特殊部隊の構成員と対決する際に使用。
『ジョン・ウィックシリーズ』
『ジョン・ウィック』
ヴィゴの手下がMP5KとSW MP10クローンモデルを使用。PDWモデルやフォリグリップ、スリングを装備されている。
『ジョン・ウィック:チャプター2』
ダントニオ邸の地下墓地の銃撃戦でサンティーノの手下がタクティカルライト付きのA3を使用。
『ジョン・ウィック:パラベラム』
コンチネンタル・ホテル内の銃撃戦で主席連合の重装備の襲撃部隊がアメリカのクローンモデルPTR Industries製のMP5 PTR 9CTを使用。SBT5Aスタビライジングブレースとトリジコン製RMRリフレックスサイトとタクティカルライトとサプレッサーとスリングなど装着している。バワリー・キングの手下もしよう。
『シン・仮面ライダー』
SHOCKERの大量発生型相変異バッタオーグが、標準装備として本銃をベースにカスタマイズされたサブマシンガンを使用。また、作中では使用する事は無かったが、右大腿部にサイドアームとして拳銃(H&K USPとベレッタM92F)を携帯しているという設定である。
『スピード』
主人公のジャック・トラヴェン(キアヌ・リーブス)と同僚のハリー・テンプル(ジェフ・ダニエルズ)、そして2人が属するLAPD SWATの隊員がA4とA5にフラッシュライトを装着して使用。終盤では爆弾事件を起こした犯人のハワード・ペイン（デニス・ホッパー）が自身の犯行をジャックと共に妨害したヒロインのアニー・ポーター(サンドラ・ブロック)を人質にして、逃走手段として選んだ地下鉄に乗る際にハーフシルバーモデルのMP5Kを発砲して乗客らを降ろし、さらには地下鉄を停車させるよう無線で指示を受けていた運転手を射殺した後、地下鉄まで追ってきたジャックにも銃撃を行う。なお、運転手の射殺時に必要以上に発砲していたため、流れ弾で運転席の計器を損傷させていたことが後にジャックとアニーを窮地に追い込む。
『スピード2』
アレックス・ショー(ジェイソン・パトリック)が属するLAPD SWATの隊員がスリング付きのA5を所持。
『セイント』
イリヤ・トレティアックの手下がA5とMP5Kを使用。
『宣戦布告』
敦賀半島に上陸した北東人民共和国特殊部隊に対して出動したSATがA4、SD6を装備。作戦開始時は隊員の生命を考え射殺許可命令が出されたが、発見直後に命令を取り消された為、RPG-7の先制攻撃を受けても反撃する事も出来ずに撤退する。小説版でもSATが、MP5Kと、フォアグリップを装着したA3を使用している。
『ソルト』
主人公のイヴリン・ソルトがオルロフの隠れ家にて彼の手下からA3を奪って使用。
その他、ソルトの自宅アパートに突入するCIA捜査官や、ソルトを連行するニューヨーク市警のESU隊員もA3を使用。
終盤のホワイトハウスにおいてもシークレットサービスの警護員とテッドがMP5Kを使用する。
また、CIAが橋の上でソルトを包囲する際に捜査官の一人がMP-10を使用している。
『ターミネーターシリーズ』
『ターミネーター2』
T-1000（ロバート・パトリック）がヘリでジョン達を追跡する際にMP5Kを使用。
サイバーダイン社を包囲した警官たちがMP5を使用。
サイバーダイン社の研究所内に突入したSWAT隊員がMP5とMP5Kを使用。
『ターミネーター3』
墓地の戦闘でSWAT隊員がT-850に対してシュアファイア社製のハンドガードを装備したA2を使用。T-850に対して射撃するが、ターミネーターである彼には効かなかった。
『ダイ・ハードシリーズ』
『第1作』では通常とは逆にテロリストがMP5を使用しており、主人公、ジョン・マクレーン刑事（ブルース・ウィリス）がそれを奪ってゲリラ戦を展開する。
『第2作』ではテロリストのMP5が故障（もしくは弾切れ）してマクレーンが命拾いする描写がある。
『第3作』でもサイモン・グルーバー率いるテロリストが使用し、劇中ではマクレーンのパートナーとなったゼウス・カーバーもテロリストから本銃を奪うが、安全装置が掛かっていたために発砲できずサイモンに奪い返される一幕がある。
『第4作』ではこれまでとは異なり、マクレーンの味方側であるFBI捜査官がA2とA3を装備、シリーズで唯一敵側が所持していない。
『第5作』では従来の作品と同様にテロリストがMP5K PDWにダットサイト、シュアファイア M900 タクティカルライト、サプレッサーを装着してカスタムしたものを使用する。
『沈黙の戦艦』
テロリスト達がA3やMP5Kを使用するほか、主人公のケイシー・ライバックが敵から鹵獲したMP5KとMAC11を使ってクロスショットを披露する。また、ジョーダン・テイトがレーザーサイト付きのA3を使用する。
『沈黙の要塞』
エイジス石油会社の傭兵達がA2、A3やMP5Kを使用している。主人公のフォレスト・タフトも敵のMP5Kを拾って使っている。
『デビルマン』
飛鳥了がMP5とMP5Kを使用。
『デモリションマン』
2032年の未来世界で、サイモン・フェニックスが博物館に展示されていたMP5とMP5Kを調達して使用。MP5は直後の主人公、ジョン・スパルタン刑事との銃撃戦で破棄するが、MP5Kは同じく博物館での銃撃戦や後半のカーチェイスでも使われ、スパルタンとの戦闘で失うまでかなり積極的に使われている（マグネティック・アクセルレーターガンがエネルギーチャージ中で撃てなかったり、狭い車内でも問題無く扱えるほどコンパクトなため）。なお、冒頭の1996年の暴動ではフェニックスの手下がMP5Kでスパルタンを銃撃している。
『トゥルーライズ』
A5およびMP5Kが登場。
『図書館戦争』
実写映画にてA4・A5・MP5Fが登場し、メディア良化委員会の隊員たちが使用する。
『日本以外全部沈没』
映画版に、外人攻撃部隊（GAT）の主要武装として登場。
『ハード・ボイルド 新・男たちの挽歌』
テキーラ・ユエン刑事（チョウ・ユンファ）が武器倉庫で使用。アラン（トニー・レオン）も病院で使用。
『ハード・ターゲット』
エミール・フーションの手下がA5を使用。オフロード・バイク側面に専用のホルスターを装着し、走行しながら発砲する。
『バイオハザード』
特殊部隊の隊員がMP5Kを使用。
『バイオハザードII アポカリプス』
ラクーンシティ警察特殊部隊「S.T.A.R.S.」が大通りでゾンビの集団を食い止める際にA3を使用する。そのほか、教会でリッカー相手に主人公、アリス・アバーナシーがMP5Kを二丁持ちで使用する。
『バイオハザードIV アフターライフ』
中盤で主人公、アリス・アバーナシーがクリス・レッドフィールドの案内でたどり着いた刑務所地下の武器庫で調達した武器の1つがMP5K。その後、刑務所屋上のゾンビやマジニとの戦闘でクレア・レッドフィールドがアリスへと投げ渡し、アリスは仲間を逃がすべく囮として屋上で本銃を手に戦い続け、仲間がエレベーターで移動を終え、かつ自分が脱出する準備を終えたことで、脱出する途中で破棄する。
『バイオハザードV リトリビューション』
要塞と化したホワイトハウス内でシークレットサービスがA3を所持している。
『バイオハザード: ザ・ファイナル』
物語の終盤でアリス・アバーナシーがクレア・レッドフィールドとともにアイザックスを追い詰める際に『バイオハザード』の特殊部隊が使用していたMP5Kを使用する。
『バッドボーイズ』
麻薬取締局（DEA）の特殊部隊が使用。
『バッドボーイズ2バッド』
マイク・ラーリーがSD6 カスタムを使用するほか、マイアミ市警察がライトハンドガードを装備したA5・麻薬取締局（DEA）などの特殊部隊が使用。

『ヒート』
SWATがA3を所持。
『ファイナル・オプション』
1982年のイギリス映画。MP5が大量に登場する最初の作品。
『フェイス/オフ』
この作品では随所でMP5の使用が確認できる。最初のシーンではFBI捜査官ティト・ビオンティがA4を、中盤ではFBI人質対応部隊がA5・SD6を使用し、終盤ではショーン・アーチャーの顔を付けたキャスター・トロイがFBI捜査官からMP5Kを奪って使用する。
『ブラックホーク・ダウン』
ナイトストーカーズ所属のMH-60L ブラックホーク「スーパー64」がソマリア民兵によるRPG-7攻撃を受けて撃墜された際にパイロットのマイク・デュラント准尉が自衛用火器として機内に搭載されていたA3をソマリア民兵に対して使用する。
『プレデターシリーズ』
『プレデター』
主人公のダッチ率いる特殊部隊の隊員が使用。
『プレデター2』
出動した警官隊が所持。
『プレデターズ』
ロス・セタス戦闘員のクッチーロがフォアグリップに装飾品を被せたMP5Kを二丁持ちで使用。
『ザ・プレデター』
主人公のクイン達が使用。
『フレンチ・ラン』
フランス国家警察の特殊部隊がA3を使用。主人公、ショーン・ブライアー(イドリス・エルバ)も奪って使用する。
『暴走特急』
テロリスト集団がMP5K PDWとA5を使用。
『ポリス・ストーリー3』
香港水上警察が主人公のチェン・カクー刑事やパンサーらが乗る密入国船に対する臨検の際にA3とA5を使用する。
『ホワイトハウス・ダウン』
テロリストのエミール・ステンツとモッツがサプレッサーとフォアグリップを装着したA3を使用する。主人公のジョン・ケイルも奪って使用する。
A3のほか、ホワイトハウス地下の武器庫にSDとMP5Kが保管してあり、テロリストたちが持ち出すシーンがあるが、使用されない。
『マトリックスシリーズ』
『マトリックス』
ネオがMP5Kを使用する。
『マトリックス リローデッド』
　メロビンジアンの手下がA3とMP5Kを使用する。
『マトリックス レボリューションズ』
　モーフィアスがMP5Kを使用する。
『ミッション:インポッシブル3』
主人公、イーサン・ハントがリンジーを救出する際にMP5K PDWを使用。ディヴィアンの一味と壮絶な銃撃戦を展開した末、残弾数が1発になったのを確認してから、フルオートで銃を撃ちまくる敵を最後の1発で仕留める。MP5の命中精度の良さを描いている作品ではあるが、イーサン本人は銃そのものの性能ではなく、プロのエージェントである自分の射撃能力を自慢している。また、後半でイーサンが上海の警戒厳重なビルに潜入する際には、ビルの屋上にいた警備員2名がA5をイーサンに向けて発砲する。
『メカニック』
　冒頭でホルヘのボディーガードがA2とMP5Kを使用する。ディーン・サンダーソンの手下もMP5Kを使用する。
『メカニック:ワールドミッション』
クレインの手下がA3とMP5K使用し主人公アーサー・ビショップもクレインの手下から奪って使用する。
『ランボー/怒りの脱出』
ベトナム戦争後もベトナムに捕らわれている捕虜の存在を秘密裏に調査するための任務を受けた主人公、ジョン・ランボーの装備品の1つがACOGスコープを装着したA3で、ランボー自ら弾倉に弾薬を装填したり、銃本体をチェックしている。タイのアメリカ陸軍基地から小型ジェット機にて、ラオス経由でベトナムへと空路移動後にHALO降下を行うが、降下時にベルトがジェット機の一角に絡まり降下不可能になる。しかし、ランボーが愛用のナイフで本銃を皮切りに装備を固定していたベルトを切断して難を逃れた。なお、ランボーが切断したベルトはパラシュートとは別であったので降下は成功するも、これによってランボーは先述のナイフや弓矢を除いた装備の多くを失ってしまい（捕虜を発見した時に証拠の写真を撮影するためのカメラも含まれていた）、加えてCIAの現地協力員のコー・バオとの接触にも手間取ることとなった。
『リーサル・ウェポン2/炎の約束』
駐ロサンゼルス南アフリカ外交官がA3とMP5Kを使用する。中盤には主人公のマーティン・リッグスがMP5Kを見て「いい銃だな、南アフリカ製か？」とジョークを飛ばすシーンもある。
『リターナー』
チャイニーズマフィアの劉グループ幹部である溝口が雇った傭兵がタクティカルライトを装着したものを研究所襲撃やボス暗殺時などに使用する。
『ロード・オブ・ウォー』
ジャック・バレンタインほか、インターポールの要員が携行。
『ワイルド・スピード EURO MISSION』
ローマンがMP5Kを、SAS隊員がエイムポイント M68とタクティカルライトを装着したものを所持する。

## テレビドラマ
『ALCATRAZ/アルカトラズ』
第12話「策士 スティルマン」にMP5Kが登場。
『CSI:科学捜査班』
第10シーズン「死ねないロボット」に登場。ガンショップのガラスケースに飾られている。
第12シーズン「殺人兵器」に登場。隠し部屋の壁に掛けてある。
『Hawaii Five-0』
シーズン2及び3でスティーブがMP5A3にフォアグリップを装備したもの及びMP5K-PDWにサプレッサーを装着したものを使用。相棒のダニーやコノもMP5-PDWを装備。またSWATも一部装備していた。
『Dr.伊良部一郎』
東京マルイのエアガンが登場。
『NCIS 〜ネイビー犯罪捜査班』
第1話で大統領専用機に搭載されたMP5Kをテロリストが使用。
FBIの特殊部隊が使用。
『PERSON of INTEREST 犯罪予知ユニット』
第1話にて登場。
『S -最後の警官-』
SAT隊員が使用。漫画版では、埼玉県警の特殊部隊RATSと、海上保安庁の特殊部隊SSTも使用する。
『S.A.S. 英国特殊部隊』
SASやイギリスの警察が使用。
『SPEC〜警視庁公安部公安第五課 未詳事件特別対策係事件簿〜』
TVドラマ第1話冒頭とその前日談TVスペシャル零でSIT丙隊が外国人犯罪グループとの銃撃戦で使用。また劇場版 SPEC〜天〜では特殊能力者統合対策本部のメンバーが突入時の装備として使用。
『TOKYOエアポート〜東京空港管制保安部〜』
第2話で空港の制限区域内に侵入した外国人を確保するために出動した羽田空港警備中隊が装備、確保時に使用。
『相棒』
シーズン5第1話の冒頭で愛国者気取りのミリタリーマニア集団が、ホームレス狩りをするのに用いたエアガンの一部がMP5とSD6。同第11話では出動したSITの隊員がA5とMP5K PDWを装備。
シーズン9第1話と第2話の回想シーンでは、上遠野が隊長を務めるSATの第1小隊がMP5を装備し、上遠野の装備する物のみスコープが装着されている。
『あぶない刑事フォーエヴァー』
城島誠（永澤俊矢）がダットサイト付きのMP5Kを使用し、鷹山俊樹（タカ）と大下勇次（ユージ）の主人公コンビと銃撃戦を繰り広げる。
『今、私たちの学校は…』
韓国軍特殊部隊の隊員などが各種カスタマイズを施した本銃を使用。人間をゾンビにするウイルスを開発した科学教師のパソコンを回収すべく、エピソード9でヒョサン高校科学室に突入した隊員らなどをはじめ、作中随所で登場してゾンビに使用される。エピソード6では、避難民を隔離する施設から脱走したヒロインの父に対しても使用された。
『怪奇大作戦 ミステリー・ファイル』
第1話にて出動した警察の特殊部隊が、吸血植物を取り付けたUAVに対して使用する。
『刑事ナッシュ・ブリッジス』
SWATや犯罪者が使用。
『コードネームミラージュ』
鯨岡を護衛する武装集団がMP5Fを装備し、K13の隊員やミラージュとの銃撃戦の際に使用する。テロリスト側が本銃を使用するのに対し、公的機関側はSIG SAUER P226といったハンドガンを主要火器に使用するなど、武装能力は逆転しているがテロリスト側は相手に命中弾を与える事なく全滅している。
『S.W.A.T』
ホンドーチームのルカとクリスがMP5A3RISを使用。
マムフォードも同じ仕様のMP5を使用している。
シーズン3エピソード13「液体らしく」ではワタナベ巡査部長率いる警視庁特殊部隊SPUがMP5A3とMP5A5を使用。捜査に協力したホンドー、ディーコン、タンも使用する。
『スターゲイト SG-1』
映画『スターゲイト』から発展したドラマシリーズ。SGチームと呼ばれる、主に空軍軍人や学者で編成された特殊編成チームの主要火器として登場。エースチーム『SG-1』ほか、数チームはSeason4の第8話からFN P90に装備を変えるが、その後も多くのチームでMP5が使用され続ける。
『スターゲイト アトランティス』
上記の『スターゲイト SG-1』のスピンオフ作品。アトランティス探検隊には空軍士官と海兵隊員で構成されたチームが幾つか派遣されている。その主要火器はFN P90であるが、海兵隊のみで構成されたチームの中にMP5を装備したチームがある。

『スニッファー 嗅覚捜査官』
警察の特殊部隊 がMP5を使用。第1話、第2話、スペシャル版ではダットサイトと、フラッシュライト一体型レーザーサイトを装着。
『高い城の男』
第二次世界大戦で枢軸国側が勝利した世界で、ナチス・ドイツの親衛隊や警備隊などが使用。なお、現実でMP5が採用されたのは1966年だが、作中は1961年が舞台なのでMP5は5年早く世に出ていることになる。原作小説には一切登場しない。
『東京DOGS』
第7話にて暴力団組員が突入した主人公達に向けて使用。
『特殊能力捜査官 ペインキラー・ジェーン』
第20話にMP5K PDWが登場
『リアル脱出ゲームTV』
SATの隊員が所持。
『大病院占拠』
病院を包囲する神奈川県警SISがダットサイトを装着したA5を装備。また病院を占拠した鬼たちがMP5K-PDWを装備している。鬼たちがどうやって本銃を入手したのかは不明。
『新空港占拠』
かながわ新空港を占拠した武装集団獣のメンバーの一部がMP5A5(カスタム無し)を使用。制圧時に乱射する。また空港を封鎖した神奈川県警のSISも前作と同じくドットサイトを装着したMP5A5を使用する。
『潜入兄妹 特殊詐欺特命捜査官』
ドラマ最終話で鳳凰と九頭竜の確保を目的にアジト突入した神奈川県警SIS隊員がA5を装備。
同じ世界線の大病院及び新空港占拠ではダットサイトが装着されていたが今回は未装着。
本銃の単発射撃で青龍をはじめとする幻獣および九頭竜構成員を制圧した。
『イカゲーム』
ピンクガード（ゲームスタッフ）の警備係の携帯武器として登場、暴動鎮圧の際に使用するほかゲーム脱落者を主に本銃の自動射撃で射殺する。
シーズン2最終話ではギフンをはじめとするプレイヤーたちの反乱の際に奪われ利用される。その際、元軍人であるヒョンジュが本銃がMP5であることを見抜き、他のプレイヤーに射撃方法（半自動・全自動）の切り替え方や装填方法を教えている。

## アニメ
『On Your Mark』
作品序盤に、SWATが突入した宗教施設の信徒の一人がMP5SD3を使用。SWAT隊員たちに発砲した。
『Charlotte』
第9話に登場する超能力者研究施設の警備員がA3（もしくはA5）を所持している。FN SCAR-Lとともに使用しているシーンも登場。
作画の都合上か、カットによってはセレクターが描かれていない。
『探偵はもう、死んでいる』
第9話にてシャーロット・有坂・アンダーソンがMP5Kを使用。「ネイビートリガー」ロアフレームの後期型で、大型のフラッシュハイダーと折畳式ストックが装着されたPDWモデルである。
『Fate/Zero』
第23話にてバーサーカーが使用。
『HELLSING』
第2話にて武装したグールの群がサプレッサーを装着したMP5K PDWを盾から片手を出した状態で使用する。
『学園黙示録 HIGHSCHOOL OF THE DEAD』
殺人病の蔓延する床主市内に展開した機動隊の隊員が「奴ら」に対して使用する。
『キューティクル探偵因幡』
OPにMP5Kが登場。
『クレヨンしんちゃん』
『クレヨンしんちゃん 電撃!ブタのヒヅメ大作戦』
ブタのヒヅメの一般兵士や幹部のバレルがKA2を使用。SMLの女性エージェント、お色気もしんのすけ達をブタのヒヅメの移動要塞を兼ねた飛行船から脱出させるためにブタのヒヅメの一般兵士らと戦闘を繰り広げた際に鹵獲した物を一時的に使用。
『クレヨンしんちゃん 爆発!温泉わくわく大決戦』
温泉Gメンが「彩の湯」に用意していた備品の1つで、温泉Gメン隊員の指宿と後生掛が使用する。
『シティーハンター 緊急生中継!? 凶悪犯冴羽獠の最期』
敵がMP5Kを主に使用。途中で冴羽獠が鹵獲して照明を破壊するシーンでも使用される。
『週刊ストーリーランド』
「狙われたテレビ局」に登場。テロリストがA4を使用。
『ソニックX』
特別部隊がA3を使用。
『ターミネーター0』
SAT隊員が使用。警察のパトカーと拳銃を奪ったエイコが潜伏したビルへの突入時に構える。その後、人型ロボット1NNO（イノ）が人間の捕縛と抵抗者の殺害を開始した際にはSAT隊員らが発砲するが、1NNO達による人海戦術に押し切られ、1NNO達も殺害したSAT隊員から鹵獲して使用する。
『逮捕しちゃうぞ the MOVIE』
密輸銃と、中盤で対テロマニュアルが入ったMOディスクを奪う為に墨東署を襲撃したテロリストの装備としてA5が登場。その後テロリストに反撃する際に、課長と木下警部補が小早川美幸の私物のエアガンを使用。
『図書館戦争』
メディア良化隊が使用。
『ビビッドレッド・オペレーション』
第5話で黒騎れいが国防軍兵士から強奪して使用。
『ブラック・ラグーン』
クルッペンフェラーが使用。
『未来日記』
ユノが使用。
『ミラクル☆ガールズ』
第50話にて、ディアマス公国のエージェントが使用。
1990年代初期の作品のため、初期型モデル（A2のストレートマガジン装着型）が描かれている 珍しい作品。MP5の発砲シーンが描かれたものとしては日本のアニメ作品では初である。
『名探偵コナン 天空の難破船』
飛行船「ベル・ツリー1世号」をハイジャックしたテロリスト「赤いシャムネコ」がA5を使用。

## 漫画
『018』
MP5K PDWが登場。
『BTOOOM!』
吉岡がMP5Kを使用。
『HELLSING』
武装したグールの群がサプレッサーを装着したMP5K PDWを盾から片手を出した状態で使用する。
ブラジル警察の特殊部隊がMP5K PDWとMP5を使用する。
『S -最後の警官-』
主に警視庁SATと海上保安庁SSTが使用。頻度は少ないものの、NPSも使用する。
『亜人』
漫画版及び実写版において警視庁SATが使用。一部の隊員はフォアグリップ、ドットサイトなどといったアクセサリーを着けている。なおアニメ版では全ての隊員の銃がM4カービンへと刷り代わっている。また、対亜人特選群の隊員がブースター付きのホロサイトや麻酔銃を装着したものを使用する。
『アメリカなんて大きらい!』
ハンクが「ラスト・ガン」を撃ち抜くのに使用。
『エルフェンリート』
研究所の警備員やSATがMP5を使用。しかし、ディクロニウスに対しては全く効果がなかった。また、アニメ版でのSAT隊員はMP5にダブルマガジン、サプレッサー、M203 グレネードランチャーを装着している。
『学園黙示録 HIGHSCHOOL OF THE DEAD』
高城沙耶が床主東警察署内の特殊捜査隊床主分室で入手した、フルオート機能のないMP5SFを使用。
『ザ・ゴリラ』
主人公、ゴリラが自分を狙ってきたVz 61使いの殺し屋と一騎討ちする際にMP5K コッファーを使用。このときゴリラは、なぜかアタッシュケースを半分開いてMP5本体が見えるようにして射撃する。
『ひぐらしのなく頃に』
山狗部隊と富竹ジロウが使用。
『ヨルムンガンド』
ヨナ、バルメ、アールがMP5Kを、レーム、ルツ、チェキータ、旭日第6部隊がA4を使用。
『リトルコップ』
私設軍隊「影の軍隊」が、警視庁の調査員の乗ったセダンを追撃する際に使用。セダンはカーチェイスの末、MP5の銃撃を避けようとして首都高速道路の擁壁に激突する。
『私の救世主さま』
アメリカ兵が使用。作中にて登場キャラクターが本銃の性能を説明する際に「毎分800発の弾丸を秒速80mの速さで撃ち出す」と説明している。

## 小説
『DDD』
MP5が使用されている。
『川の深さは』
MP5が使用されている。
『感染捜査』
吉川英梨の小説。豪華客船で人をゾンビ化するウイルスが蔓延したことを受け、同船に展開した海上保安庁特殊警備隊（SST）の隊員らが感染者に対して使用。また、警視庁と海保合同で結成された第一次感染捜査隊に編入された特殊急襲部隊（SAT）の隊員らも使用する。
『官邸襲撃』
高嶋哲夫の小説。首相官邸を占拠したテロリストらが大々的に使用しており、各場面で登場する。また、官邸に突入を試みたSAT隊員らも使用するほか、SPの主人公もテロリストから鹵獲して使っている。さらに、テロリストが本銃のほかにM249軽機関銃やスティンガーなど、西側諸国製の武器・兵器で武装していることから、ただのテロリストではないと主人公らが推測する要因のひとつとなる。
『グレイヴディッガー』
テロの標的となった代議士を護衛するため、彼の入院する診療所に投入されたSPとSAT隊員のうちSAT隊員がMP5を使用。しかし、テロリストが防弾性能のあるマント（作中では「ケブラーかスペクトラか、とにかく防弾仕様の繊維をつなぎあわせてある」と述べられる）と鉄製の仮面を装着していたため、MP5の使用する拳銃弾では制圧できなかった。さらに、負傷した隊員からポリカーボネート製の盾とMP5を奪われ、隊員11名全員が負傷する。また、この作品ではMP5について「軽機関銃」と表記されているが、MP5は「短機関銃」なので、間違いである。
『撃鉄の心臓 (Novel 0)』
MP5K コッファーが登場。
『ゲート 自衛隊 彼の地にて、斯く戦えり』
CIAの工作員がMP5SD3を使用。漫画版では銀座事件の際に出動した機動隊員がA5を使用する他、中国の工作員がダットサイトとサプレッサーを装着したMP5K-PDWを使用する。
『交戦規則ROE』（黒崎視音）
新潟市内に北朝鮮工作員が潜入したことを受け、新潟県警察への増援に派遣された警視庁銃器対策部隊の隊員らがA5を所持。新潟市内での銃撃戦に使用するほか、デパート内での戦闘で本銃を鹵獲した工作員側も使用する。
『ゴルゴタ』（深見真）
警視庁SATと銃器対策部隊の隊員が使用。四谷見附交差点にて、隊員らが特型警備車を挟んで主人公・真田との戦闘に用いるが、真田の装備するAK-103やMINIMIのライフル弾は特型警備車の装甲を貫通するのに対し、SAT隊員らのMP5の拳銃弾では特型警備車を貫通出来ないため、苦戦を強いられる。
『サイレント・コアシリーズ』
陸上自衛隊の特殊部隊「サイレント・コア」の標準装備の1つ。部隊設立当初は原子力施設内での戦闘を念頭に置いていたためベレッタM93Rを装備していたが、射程の問題からMP5に置き換えられた。苛酷な環境での戦闘でデリケートなMP5がジャム（故障）を起こしてしまい、やむなく敵のAK-47を奪って使うが、同じ環境でもAK-47はビクともしないというシーンがある。2006年に発売された「虎07潜を救出せよ」ではH&K MP7に更新されているが、「死に至る街」ではある種のウイルスの影響で凶暴化した人物を射殺する際に、SATが射殺したように偽装するため使用されたり、インフラ施設の警備に当たっている元自衛官の職員に貸し出すといった形で登場している。また、「ピノキオ急襲」では「サイレント・コア」ではなくSAT隊員が使用している。
『ゼロの迎撃』
SAT隊員が使用。『グレイヴディッガー』と同じくMP5を「軽機関銃」と誤記している。
『戦国自衛隊1549』
極秘実験中の事故で戦国時代に飛ばされた第三特別実験中隊を救出するため、1549年にタイムスリップしたロメオ隊の装備として登場。過去への影響を最小限にするべく、現地人を殺傷しないように麻酔弾が装填されていたが、歴史改変をもくろむ第三特別実験中隊の命令で襲撃してくる現地人や薬物や防弾甲冑などで強化した羅漢兵には効果がなかった。
『東京×異世界戦争 自衛隊、異界生物を迎撃せよ』
警視庁銃器対策部隊の隊員らがMP5Fを使用。異世界から出現した「敵性体」と交戦する際に使用される。
『亡国のイージス』
MP5Kが使用される。『グレイヴディッガー』と同じくMP5を「軽機関銃」と誤記している。

## ゲーム
『007 ナイトファイア』
作品内では「ドイチェM9K」という名前で登場。作品内ではフルオートではなく、3点バーストとなる。サプレッサーが標準装備されている（サプレッサーは着脱可能）。
『九龍妖魔學園紀』
主人公の武器として使用可能。
『真・女神転生』
「MP5マシンガン」の名称で登場。カオスヒーローが初期で装備している。
『Alliance of Valiant Arms』
A3とMP5K・SD5が登場。A3は、ゲーム内兵科「ポイントマン」のメイン初期装備として「MP5A3」の名称で登場。MP5Kは「MP5K-PDW」の名称で、SD5は「MP5SD5」の名称で登場。いずれも「ポイントマン」のメイン武器。
『ARMA 2』
A5とSD6が登場。
『BLACK』
主人公が使用。装弾数80発。
『DISASTER DAY OF CRISIS』
特殊部隊が使用。
『Far Cryシリーズ』
『Far Cry 2』
上記作品にSDが登場。『2』では武器に耐久度があり、使用し続けるとジャムを起こしたり、暴発したりする。
『Far Cry 3』
MP5Nが登場。

『Hitman: Contracts』
敵側の特殊部隊などが使用。
『Hitman2: Silent Assassin』
敵のヤクザ・マフィアが使用。また、日本ステージの敵の忍者がSDを使用。
『I.G.I-2』
　主人公、および、敵の一部が「MP5A3」を使用。

『Left 4 Dead 2』
PC版のカスタムサーバーでは隠し武器としてA5のNavy仕様が登場する。規制版（ドイツ語版）は、ゴア表現が規制されているバージョンにおいて、その規制の代わりに登場する。
『MASSIVE ACTION GAME』
「KP5」の名称で登場。ベイラー陣営が使用するが、他勢力のサブマシンガンと比べてマガジン内の装弾数が半分以下であったりと少々癖がある。
『OPERATION7』
自分でパーツを選択して組み立てることができ、様々なモデルを再現可能。カラーリングもできる。
『Operation Flashpointシリーズ』
『OFP:CWC』
アメリカ軍陣営の特殊部隊兵科で使用可能な短機関銃としてSD6が「HK」の名称で登場する。
『OFP:DR』
アメリカ海兵隊陣営で使用可能なサブマシンガンとしてA4が登場する。
『Paperman』
初期武器としてMP5K、購入武器としてSD6（レベル制限武器でダットサイト付きもあり）が登場する。
『PAYDAY: The Heist』
「Compact-5」の名称で登場。プレイヤーが装備できるほか、敵キャラクターとして登場するSWAT隊員も装備している。
『PlayerUnknown's Battlegrounds』
MP5Kが登場。通常30発、拡張マガジンは40発装填可能。マズルアクセサリーやサイト、ハンドガード部にグリップ、UMP型のストックが装着可能。
『RUST』
A4が登場。プレイヤー、NPCが使用している。
『S.T.A.L.K.E.R.シリーズ』
「Viper 5」と言う名でMP5A3（内部名称ではそうなっている）が序盤の武器及びあまり強くないNPC用の武装として、シリーズを通して登場。共通して、フロントサイトガードの上部が切り落とされていると言う独特な意匠を持つ。
『S.T.A.L.K.E.R. SHADOW OF CHERNOBYL』
隠し要素として9x18mmマカロフ弾が使用出来るユニークモデルが一丁だけ登場する。東側陣営の武器が多く登場するがVz 65等の9x18弾を使うサブマシンガンが出て来ない為、拳銃弾が余り出す事への救済措置と考えられる。
『S.T.A.L.K.E.R. Clear Sky』
武器の改造要素が追加、自由に使用弾薬を9x18弾と9x19弾で切り替えられるようになり、上記の問題は解消されている。拳銃弾を高速で撃ち込める為装甲の無いミュータントや防具の弱い序盤のNPCには通用するが、中盤辺りから装甲服や強化外骨格を纏った敵が登場して陳腐化していく。
『S.T.A.L.K.E.R. Call of Pripyat』
改造出来るのは同様だが、ユニーク武器として45ACP弾を使用出来るユニークモデルが一丁だけ登場。この問題では一作目でも同じ拳銃弾である45ACP弾は余り出す事が多かった事への解答と言える。
『SWAT 4』
A4と、それに消音器を付けたもの（SD系ではない）が、「9mmサブマシンガン/サプレスド9mmサブマシンガン」の名で登場。
『TrueCombat:Elite』
SpecopsのReconが装備可能（MP5SDも同じく）。
『Wargame Red Dragon』
NATO陣営のアメリカ軍デッキで使用可能な短機関銃としてSDが登場する。
『WarRock』
工兵・衛生兵用の初期装備としてMP5J（3点バーストのスイッチの描写があるが、3点バーストはできない）が使用でき、全兵科用の2番スロット武器にKA4が購入できる。命中精度が高い。
『X operations』
青色の防弾服を装備した特殊部隊AI（ゲーム中呼称「警官隊」）の初期武装となっている。
同様に紫色の防弾服を装備した特殊部隊AIの初期武装は「MP5SD」となっている（形状はSD3）。
『アーミー オブ ツー』
サブウェポンとして登場。銃身の交換やサプレッサーの装着が可能。
『エースコンバット アサルト・ホライゾン』
スエズ運河臨検ミッションでSEALsのハンマー隊がA3にタクティカルライトを付けたものを所持。
『怪盗ロワイヤル-zero-』
MP5K コッファーが「ケースマシンガン」の名称で登場。
『カウンターストライク』
A5のNavy仕様であるMP5Nが登場し、両陣営ともに購入可能。能力は平均的で使いやすく、ショップ購入時の価格も安め。9mm弾を使用する拳銃と弾薬を共有できる。
『ガンバレットシリーズ』
MP5Kが登場する。
『グランド・セフト・オートシリーズ』
作中では主にFBIと軍隊（戦車兵）が使用。
『GTA:VC』
「MP」の名称でA3が登場。FBIと軍隊が使用する。
『GTA:SA』
「SMG」の名称でA3が登場。FBI以外にも、なぜか主人公のギャンググループ、および主人公たちと敵対するギャングが使用している。
『GTA:LCS』
「SMG」の名称でKA1が登場。FBIと軍隊が使用する。
『GTA:VCS』
「SMG」の名称でフォアグリップ付きのSP89が登場。FBIと軍隊が使用する。
『GTAIV』『GTAIV:TLAD』『GTAIV:TBoGT』
「SMG」の名称でMP10（形状はフォアグリップのないMP5Kに近い。上記の10mmモデルではない）が登場し、ヘリ搭乗の警官やFIB（FBI）、N.O.O.S.E.（SWAT）が使用する。ハンドガードにフラッシュライトが内蔵されているが、点灯しない。
『GTAV』
「SMG」の名称でA3が登場する。オンラインでのみ、装弾数100発のドラムマガジンが使用可能。
『クロスファイア』
MP5とKA4が登場。ゲーム内通貨で購入可能。
『ゴーストリコン アドバンスウォーファイター2』
主人公の初期装備。ゲーム中最初に使用する武器となる。
『コール オブ デューティシリーズ』
『CoD4』
キャンペーンでSASが主に使用。またAH-1Wのパイロットであるペラヨ大尉も自衛に使用する。マルチプレイでは初期装備の1つ。初期装備にありがちな威力が弱いといったことは無く、バランスの取れた万能型である。
『CoD:MW2』
MP5Kが登場。キャンペーンではバーティカル・フォアグリップの部分が無くなっている。ハンドガードはマルゼン製のエアソフトガン向けの物が使用されている。
『CoD:MW3』
MP5A2が登場。プレイヤーが所持するほか、SASも所持する。
『CoD:BO』
プロトタイプのMP5Kが登場。
『CoD:BO2』
A3が登場。サプレッサーを装備するとSDになる。
『CoD:MW』
ライトハンドガードが付いたA5が登場(設計図によってはA3も登場する)。キャンペーンとマルチプレイに登場。マルチプレイでは武器ランクを上げることでA2/A4用の固定式ストックやSD用のサプレッサーの装着、10mmオート弾を換装しMP5/10にするなどのカスタマイズが可能。
『Call of Duty: Mobile』
QQ9という名前で登場。モデリングはMWに登場した別設計図の物の流用。
『Call of Duty: Black Ops ColdWar』
A3の伸縮ストックを装着したMP5Kが登場。デフォルトで装着されているハンドガードはSP5用に設計されたものに近く、1984年当時は存在しない。ガンスミスによってA2・A3・SDシリーズにカスタム可能。
『CoD:MWII』
「Lachmann Sub」の名称でHK94が登場。セレクターがS-3-Fとなっておりセミオートポジションが存在しない。バリエーションとしてMP5SDの要素を加えたLachmann Shroudも登場している。
『Call of Duty: Black Ops 6』
「C9」という名称でHK94A3が登場。MP5の原型の原型であるCETMEライフルシリーズのデザインを加えてアレンジされている。
『ゴールデンアイ 007』
「D5K DEUTSCHE」という名前で登場。後半のステージでは2丁持ちが可能なほか、特定ステージでのみサプレッサー付きも仕様可能。
『荒野行動』
MP5の名で物資として家屋に落ちているが、見た目は完全にMP5K。遠距離まで弾が届くが距離減衰がある。
『BulletForce』
MP5という名称で見た目はMP5KA2。
『サイフォンフィルター』
「HK-5」の名称でMP5Kが登場する。
『サドンアタック』
ゲーム内通貨でレンタルすることができる。MP5とだけ称されているが、形状はA3に近い。
『スペシャルフォース』
ゲーム内通貨で購入可能武器として登場。また、ゲームオリジナルの性能強化版EVL_MP5が存在する。性能強化版は有料アイテム購入で手に入る。
『ソードアート・オンライン フェイタル・バレット』
MP5Kが「シュトゥルムKZ」の名称で登場。セレクターがなく、銃口下部などの形状が異なる架空銃である。シリカが使用する。
『ディノクライシス2』
レジーナの装備。両手に2丁持つ。
『ドールズフロントライン』
萌え擬人化されたものが星4戦術人形「MP5」として登場。長らくモデルは謎で、ストックが短縮型(スライドストック)であることだけが判明していたが、現在はモデルがA5と判明している。
『ハーフライフ』
敵である海兵隊員が落とす。装弾数が50発と多く、グレネードランチャーも装着されている。テクスチャの質を強化するHDパックをONにしているとM4A1に差し替えられてしまうが、見た目が変わるだけで性能は同じ。HDパック導入前が基準のSource版でも登場する。リメイク版のBlack Mesaでも引き続き登場するが、装弾数は30発に抑えられている。
『バイオハザードシリーズ』
『バイオハザード ガンサバイバー』
敵クリーチャーのU.T.ユニットが装備している。プレイヤーが使用することはできない。
『バイオハザード アウトブレイク/FILE2』
アウトブレイクでは「巣窟」で、FILE2では「死守」と「突破」で入手可能。サブマシンガンと表示され、形状はA4。ただし、U.S.S.隊員が使用しているのはA5。
『バイオハザード5』
形状はA3。ダットサイト、レーザーサイト装着。
『バイオハザード RE:2』『バイオハザード RE:4』
「LE5」の名称でA3が登場する。
『ハイドアンドファイア』
突撃銃カテゴリーに登場する
『バトルフィールドシリーズ』
『BF2』
USMC対戦車兵およびEU対戦車兵のサブウェポンとしてA3が登場する。命中率が低く、威力はベレッタ 92よりも劣る。
『BF2MC』
USMC特殊部隊でN型を使用可能。
『BF3』
MP5Kが「M5K」の名称で登場する。
『BFH』
警察側の装備に、MP5KがSMGとして登場。

『パラサイトイヴ』
装備として登場。SD6やMP5K PDWなど、その他百種以上の銃器が登場している。
『フォートナイト』
「サブマシンガン」という名称で宝箱からドロップする。また、フロア戦利品（フィールドドロップ）としても手に入る。
『マーセナリーズ』
フォアグリップ付きのSD6が「サイレンサーSMG」の名称で登場。韓国軍の第707コマンドーが使用しているほか、SHOPなどで入手可能。
『マーセナリーズ2 ワールド イン フレームス』
「特殊部隊用SMG」の名称でSD3が登場する。

『メタルギアシリーズ』
『MGS』
インテグラル版のみにSDが登場。VERY EASYの初期装備。
『MGS4』
本編および付属の『MGO』にSD2が登場。ただし、本編では弾薬があまり手に入らず、ドレビンポイントで買うこととなる。

『レインボーシックス』
ゲームにおいては各種バージョンを使用可能だが、小説においてはMP5/10を使用。
『Warface』
H&K MP5、強化された別バージョンにH&K MP5 A5 Special Shadow、A5のカスタムバージョンにH&K MP5 Customが登場。H&K MP5は初期から使用可能。

## その他
『DESIRE』
LUNA SEAの楽曲。PVでSUGIZOがA5を構えるシーンがある。